# Église évangélique de la confession luthérienne au Brésil

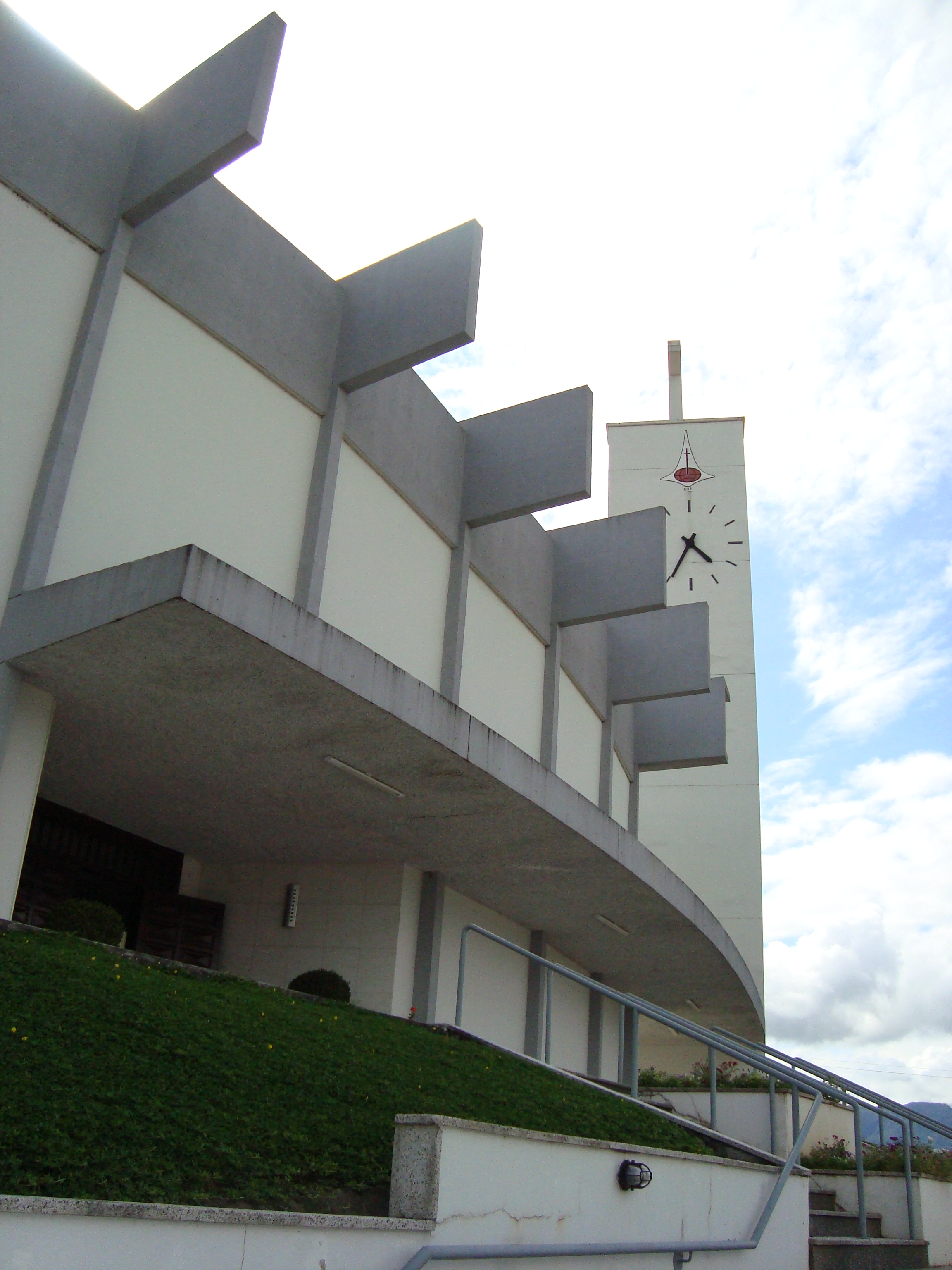
Église de la Résurrection de Timbó, son centre majeur

L'Igreja Evangélica de Confissão Luterana no Brasil (Église évangélique de la confession luthérienne au Brésil) est une église luthérienne brésilienne. Elle fut définitivement organisée en 1954, mais trouve ses origines dans les communautés allemandes luthériennes qui fondèrent des églises dès le début du XIXe siècle. Elle compte actuellement plus de 600 000 membres répartis dans plus de 400 paroisses. Elle est affiliée à la FLM, du COE et du CLAI.